# دیک گوفین
دیک گوفین (انگلیسی: Dick Goffin؛ 15 فوریه 1886 – ۱۹۷۳ (۸۶−۸۷ سال)) بازیکن فوتبال بود.